# The Testament (album de Cormega)
Albums de Cormega
Legal Hustle
(2004) Who Am I?
(2007)
The Testament est le quatrième album studio de Cormega, sorti le 22 février 2005.
Il s'agit en fait du premier album du rappeur, enregistré au milieu des années 1990 et prévu pour être publié chez Def Jam. Après plusieurs années d'attente, Cormega a récupéré les bandes originales et l'album est sorti sur le label Legal Hustle Records.
L'album s'est classé 46e au Top Independent Albums et 76e au Top R&B/Hip-Hop Albums.

## Liste des titres
| No  | Titre                                                                     | Contient un (des) sample(s) de                                        | Durée |
| --- | ------------------------------------------------------------------------- | --------------------------------------------------------------------- | ----- |
| 1.  | Intro (Produit par Nashiem Myrick)                                        |                                                                       | 1:14  |
| 2.  | 62 Pick Up (Produit par Cormega)                                          | The Theme From Hill Street Blues de Mike Post featuring Larry Carlton | 2:52  |
| 3.  | One Love (Produit par RNS)                                                |                                                                       | 3:30  |
| 4.  | Interlude (Produit par Cormega)                                           |                                                                       | 0:33  |
| 5.  | Angel Dust (featuring Havoc – Produit par Sha Money XL)                   |                                                                       | 3:32  |
| 6.  | Dead Man Walking (Produit par Hot Day et Jae Supreme)                     |                                                                       | 2:12  |
| 7.  | Montana Diary (Produit par Nashiem Myrick)                                |                                                                       | 4:45  |
| 8.  | Testament (Produit par Dave Atkinson)                                     |                                                                       | 3:56  |
| 9.  | Testament (Original Version) (Produit par Dave Atkinson)                  |                                                                       | 3:48  |
| 10. | Every Hood (featuring Hussein Fatal et Niko – Produit par Suga Bear)      | We Need Love to Live de Maze featuring Frankie Beverly                | 3:41  |
| 11. | Coco Butter (Produit par Prestige)                                        | Easier to Love de Sister Sledge                                       | 4:11  |
| 12. | Killaz Theme (featuring Mobb Deep – Produit par Havoc)                    |                                                                       | 3:44  |
| 13. | Love Is Love (featuring Tiffany – Produit par Nashiem Myrick)             | Our Love Has Died des Ohio Players                                    | 4:40  |
| 14. | Dead Man Walking (Alternate Version) (Produit par Hot Day et Jae Supreme) |                                                                       | 4:49  |